# Tierra Colorada, Delstaten Mexiko
Tierra Colorada är en ort i Mexiko.   Den ligger i kommunen Tianguistenco och delstaten Mexiko, i den sydöstra delen av landet, 40 km sydväst om huvudstaden Mexico City. Tierra Colorada ligger 2 782 meter över havet och antalet invånare är 203.
Terrängen runt Tierra Colorada är varierad, och sluttar västerut. Runt Tierra Colorada är det ganska tätbefolkat, med 207 invånare per kvadratkilometer. Närmaste större samhälle är San Mateo Atenco, 17,3 km nordväst om Tierra Colorada. I omgivningarna runt Tierra Colorada växer i huvudsak blandskog.